# Brooktorkai/Ericus

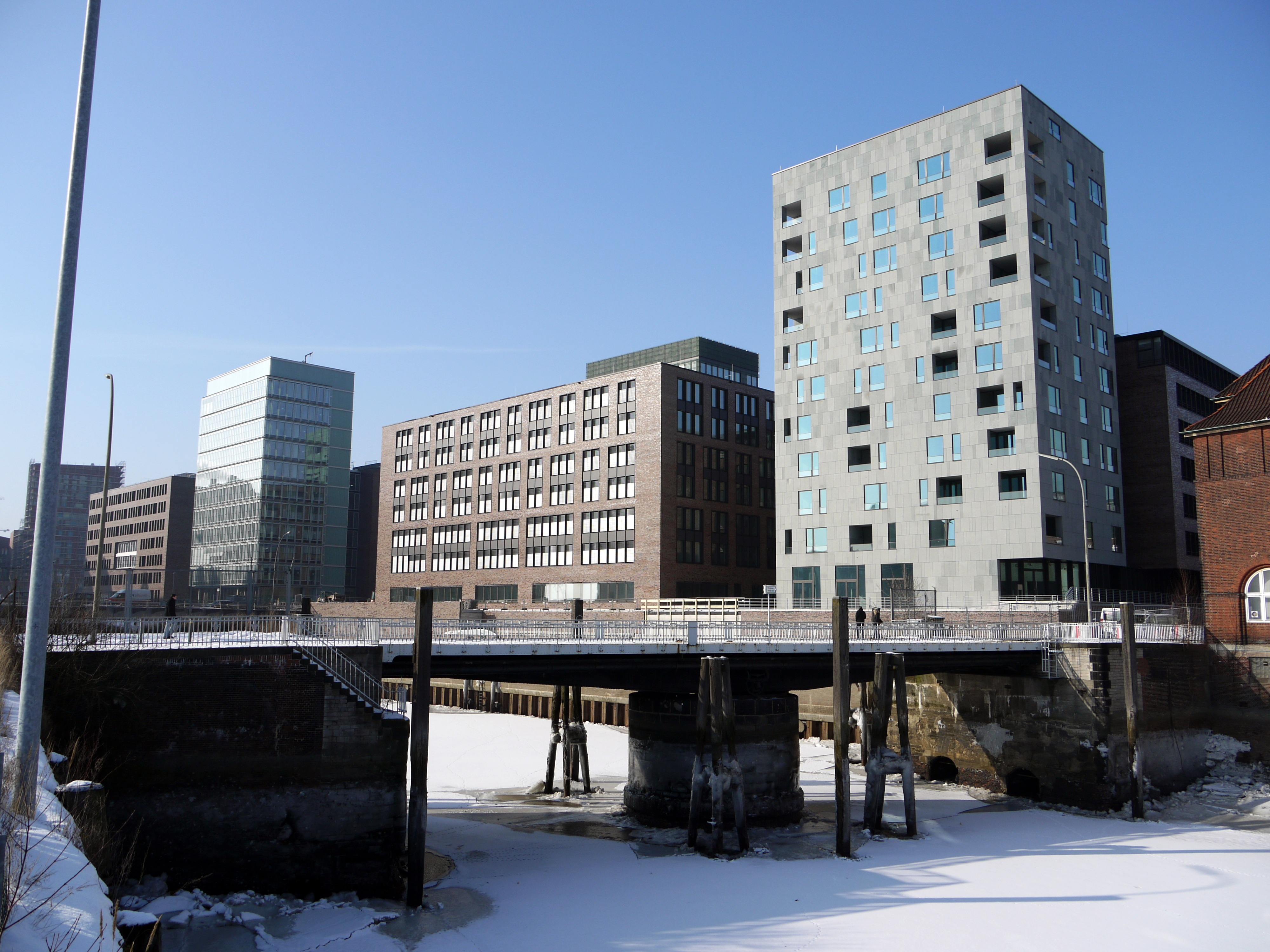
Bebauung Brooktorkai, Wasserseite mit Ericusbrücke

Brooktorkai/Ericus ist der Name eines Teilquartiers der HafenCity in Hamburg, das hauptsächlich als innenstadtnaher Bürostandort konzipiert ist. Es ist das nach Fläche kleinste sowie das bislang einzige in seiner Nutzung vorwiegend monostrukturierte Teilquartier.
Die Bauarbeiten am westlichen Quartiersteil wurden Anfang 2010 weitgehend abgeschlossen. Der östliche, auf der Ericusspitze liegende Teil, wurde im März 2011 fertiggestellt und vervollständigte das Quartier. Die Ericusspitze und die gleichnamige darauf gelegene Bastion waren bis zu deren Schleifung zu Beginn des 19. Jahrhunderts Bestandteil der Hamburger Wallanlagen. Neben den heute gärtnerisch gestalteten Teilen am Westrand der Innenstadt sind die Ericusspitze und der umgebende Ericusgraben der einzige Ort, an dem der Verlauf der Stadtbefestigung eindeutig nachvollzogen werden kann.

## Lage

Lage des Quartiers Brooktorkai/Ericus (rot) innerhalb des HafenCity-Projekts (hellrot)

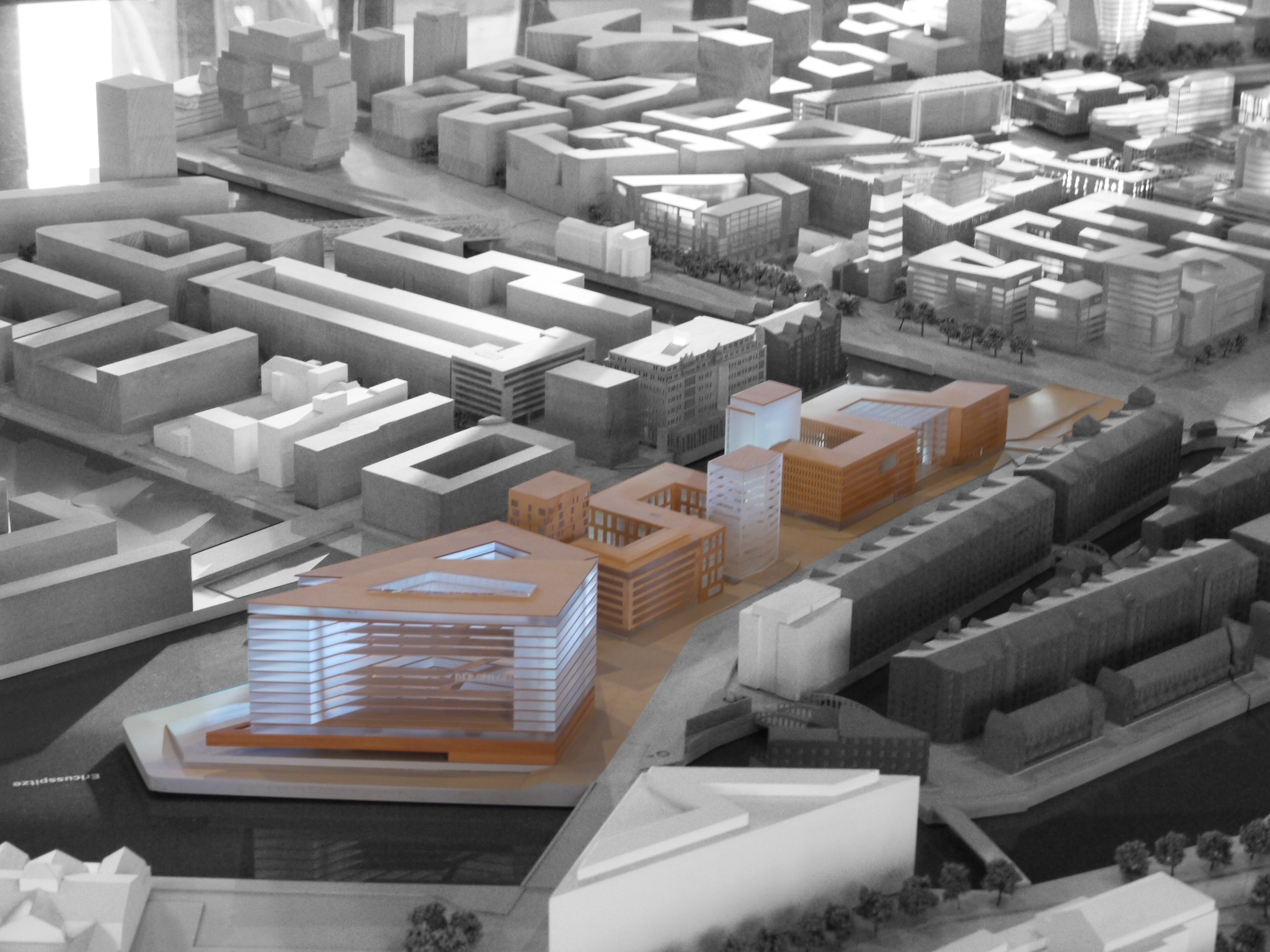
Modell, Blickrichtung Südwesten

Das Quartier grenzt im Norden an die Speicherstadt, im Osten an den Oberhafen, im Süden an den Brooktorhafen und die Quartiere Am Lohsepark, welches durch die Ericusbrücke angebunden ist, und Elbtorquartier des Weiteren im Westen an den Magdeburger Hafen und das Überseequartier.
Der Hauptbahnhof, die Deichtorhallen, das Kontorhausviertel und die Haupteinkaufsstraßen Mönckebergstraße und Spitaler Straße liegen in fußläufiger Entfernung, ebenso das Überseequartier als zentrales Teilquartier der HafenCity.
Die Verkehrserschließung ist sowohl für den öffentlichen Verkehr (ÖV) als auch für den motorisierten Individualverkehr (MIV) günstig; neben dem Hauptbahnhof liegt auch die U-Bahn-Station Meßberg wenige Minuten vom Quartier entfernt, der Brooktorkai ist an die Willy-Brandt-Straße (ehemals Ost-West-Straße; Hauptquerung der Innenstadt) angeschlossen.

## Nutzung
Die Nutzungsstruktur wird hauptsächlich von Büronutzungen gekennzeichnet, die den Großteil der insgesamt 102.000 m² Bruttogeschossfläche (BGF) einnehmen. Daneben verfügt das Quartier über 30 Wohneinheiten. Ältere Planungen sahen im Osten des Brooktorkais ein Vier-Sterne-Hotel mit 144 Zimmern vor, dessen Realisierung letztlich am Fehlen eines geeigneten Investors scheiterte.
Zwei der Hauptnutzer des Quartiers sind die Klassifikationsgesellschaft Germanische Lloyd, die ihren Hauptsitz Anfang 2010 an den Brooktorkai verlegte und rund 42.000 der hier vorhandenen 52.000 m² BGF nutzt, und die Spiegel-Gruppe, die Ende 2011 ihre Hamburger Redaktionen in dem Spiegel-Gebäude Ericusspitze zusammengezogen hat. Die vormaligen Zentralen der Unternehmen befanden sich nur unweit der neuen Hauptsitze; der Sitz des Germanischen Lloyds lag an der Straße Vorsetzen in Nähe der Landungsbrücken, der Hauptsitz des Spiegels in Sichtweite zum neuen Standort an der Willy-Brandt-Straße.

## Architektur und Städtebau

### Städtebauliches Konzept

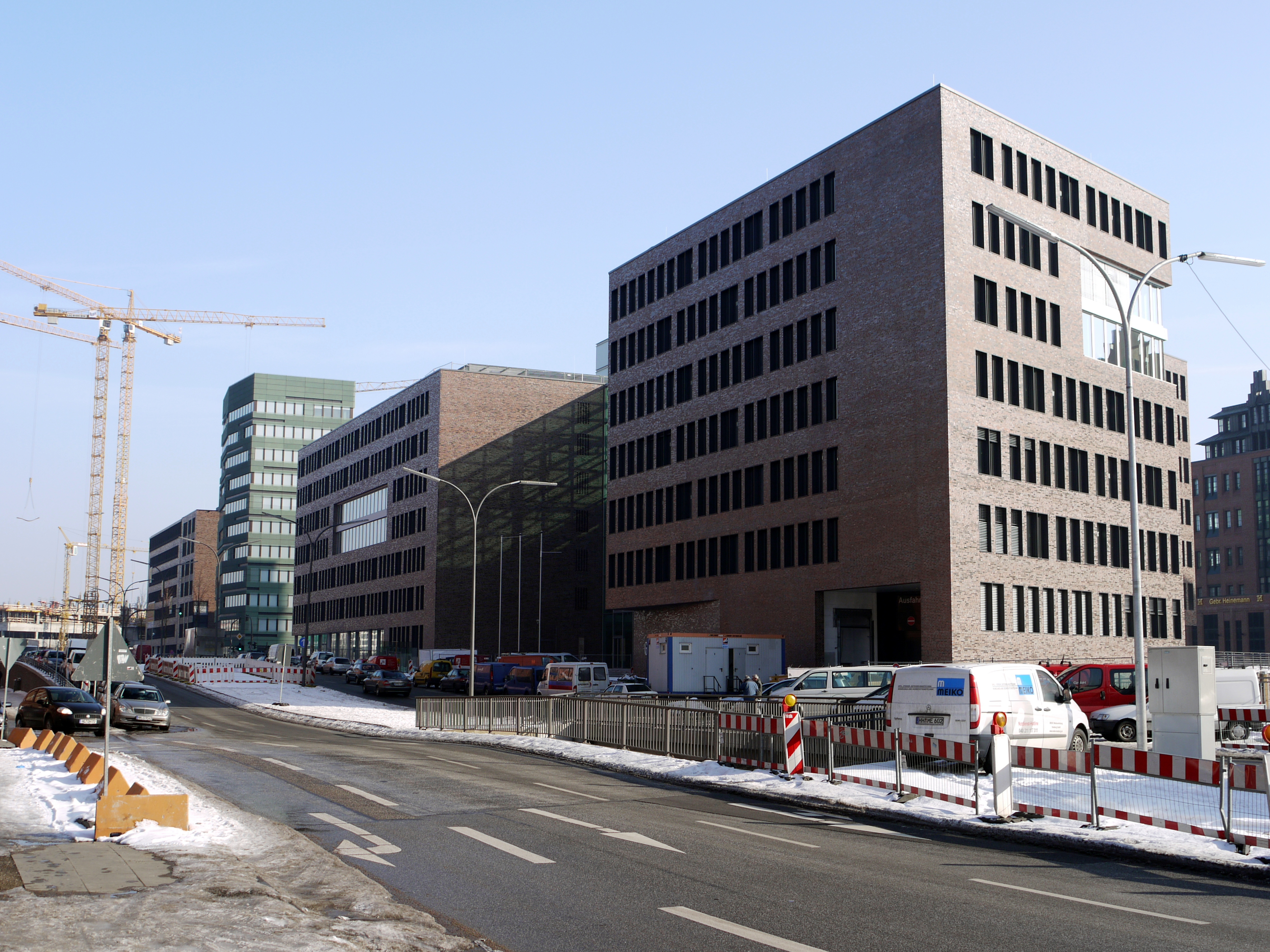
Bebauung Brooktorkai, Straßenansicht

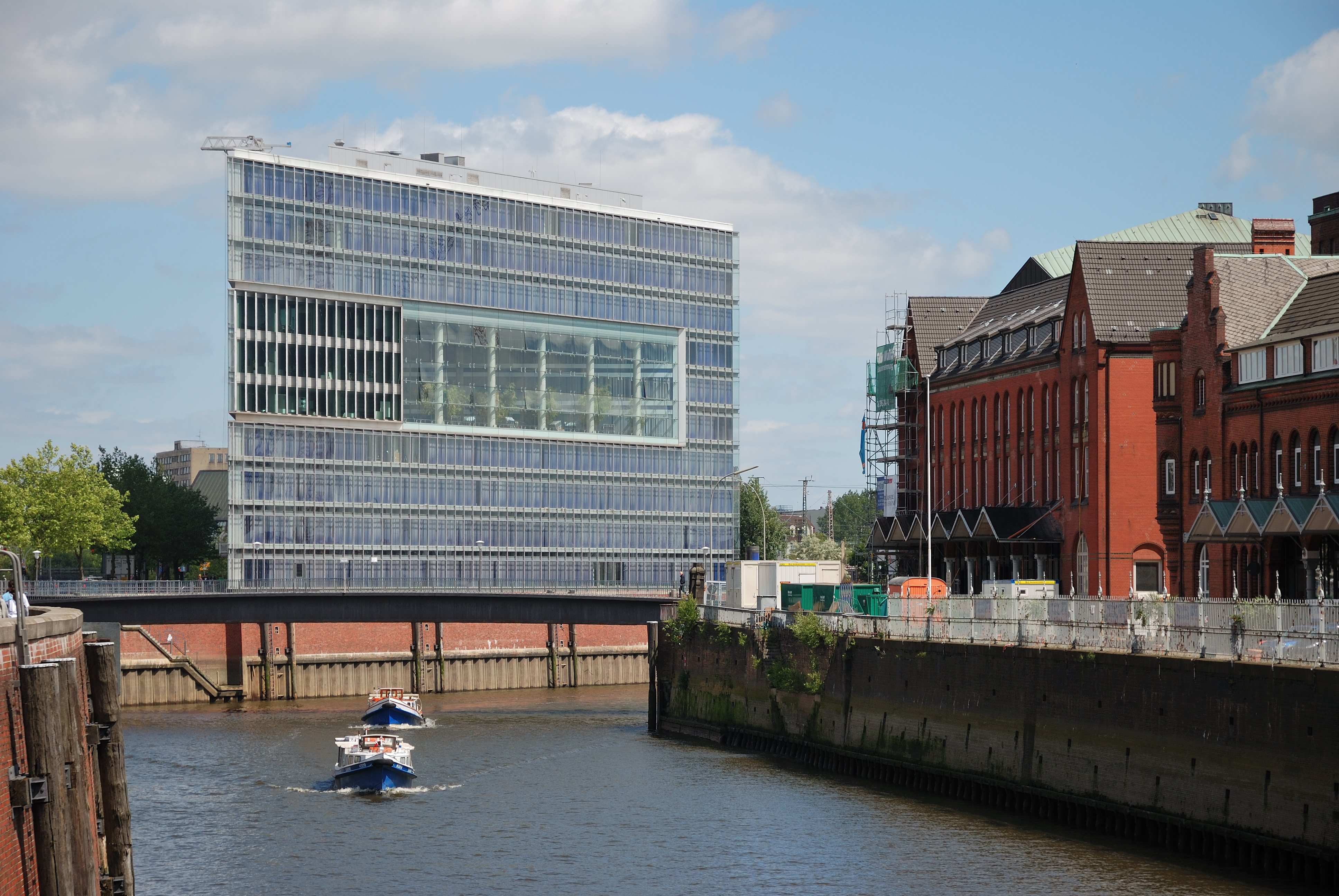
Deichtorcenter

Die Bebauung des Quartiers gliedert sich in zwei Teile; der größere westliche Teil zwischen der Straße Brooktorkai und dem Brooktorhafen wird von einer siebengeschossigen, mäandrierenden Gebäudestruktur aus rotem Backstein eingenommen, die parallel zum Becken des Brooktorhafens verläuft. Die Mäanderstruktur wird durch drei elfgeschossige Punkthäuser aufgelockert und pointiert. Der kleinere östliche Teil auf der Ericusspitze, dem historischen Standort der Bastion Ericus, die Bestandteil des Hamburger Wallanlagen war, wird von zwei trapezförmigen 13- und 10-geschossigen Gebäuden mit Glasfassade eingenommen.

### Architektur
Aufgrund seiner Lage an einer der Hauptzufahrten zur HafenCity sowie seiner unmittelbarer Nähe zur Pfeilerbahn (Bahnstrecke Hannover–Hamburg sowie alle weiteren Verbindungen in südliche Richtung) kommt dem Quartier die Aufgabe zu, eine Entréesituation sowohl für den Stadtteil als auch für Hamburg insgesamt zu formulieren. Diesem Anspruch wird durch die prominente Architektur insbesondere auf der Ericusspitze Rechnung getragen.
Die Gestaltung des Spiegel-Gebäudes und des Ericus-Contors korrespondieren mit der im Westen der HafenCity gelegenen Elbphilharmonie; beide Gebäude bestehen aus einem Backsteinsockel bzw. klinkerverblendeten Sockel, über dem sich ein dominanter Glasaufbau erhebt. Ein weiterer Bezug kann zum unmittelbar gegenüber der Ericusspitze gelegenen Deichtorcenter gezogen werden, das Kubatur und Fassadenmaterialität mit dem Spiegel-Gebäude teilt. Der ursprüngliche Entwurf sah vor, die nordöstliche zur Innenstadt weisende Glasfront als eine Art bespielbare Medienwand anzulegen, auf der beispielsweise Nachrichten dargestellt werden können. Aufgrund der Kosten verzichtete der Auftraggeber zuletzt auf dieses Detail.
Milieugeber der Architektur des westlichen Quartiersteils ist – wie bei einer Vielzahl der Gebäude der HafenCity – die benachbarte Speicherstadt, deren Farbigkeit durch Verblendungen aus rotem Backstein zitiert wird. Um die gestalterische Geschlossenheit innerhalb des Quartiers zusätzlich zu unterstützen, wurden alle Architekten zur Verwendung derselben Klinkerart verpflichtet. Unterschiede in der Gestaltung ergeben sich entsprechend vor allem in der Fassadengliederung. Zusätzlich aufgelockert wird das Ensemble durch die drei individuell gestalteten Punkthäuser; das westliche Punkthaus hat eine Kubusforum und öffnet sich ausschließlich nach Süden mit einer vorgesetzten, vertikal gegliederten Fensterwand, die anderen Seiten des Gebäudes sind mit vorpatinierten Kupferpanelen gestaltet. Das mittlere Punkthaus verfügt über umlaufende horizontale Fensterbänder, deren Monotonie durch eine vorgesetzte zweite Fassadenebene aus türkisfarbenem Lochblech rhythmisch aufgelockert wird. Das östliche Punkthaus hat eine Fassade aus hellgrauem Naturstein, die durch rhythmisch verteilte Fensteröffnungen horizontal gegliedert wird.

### Öffentlicher Freiraum

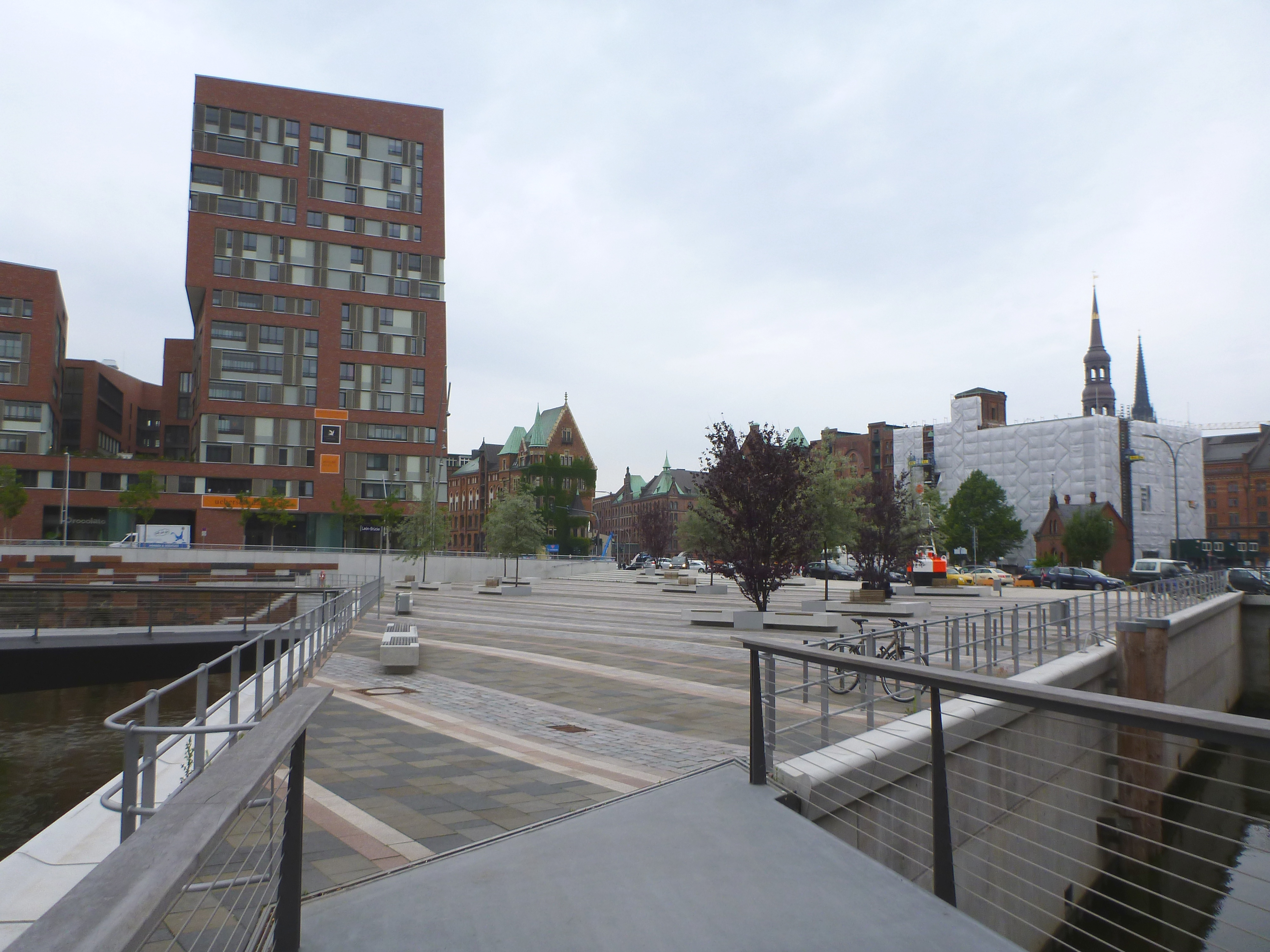
Öffentlicher Freiraum am Brooktorkai, der Dar-es-Salaam-Platz (Arabisch für Haus des Friedens)

Die öffentlichen Freiräume des Quartiers wurden vom Hamburger Büro WES & Partner Landschaftsarchitekten gestaltet, die zuvor unter anderem an der Neugestaltung des Jungfernstiegs beteiligt waren. An der Südseite des Quartiers führt eine Promenade mit Gastronomie- und Einzelhandelsangeboten am Brooktorhafen entlang und verbindet wasserseitig die einzelnen Baufelder. Die Bauarbeiten an der Promenade begannen Anfang 2010. Die Gebäude auf der Ericusspitze werden durch einen öffentlich zugänglichen Platz miteinander verbunden, für den ebenfalls öffentlichkeitsbezogene Nutzungen vorgesehen sind.

## Geschichte

### Entstehung der Ericusspitze

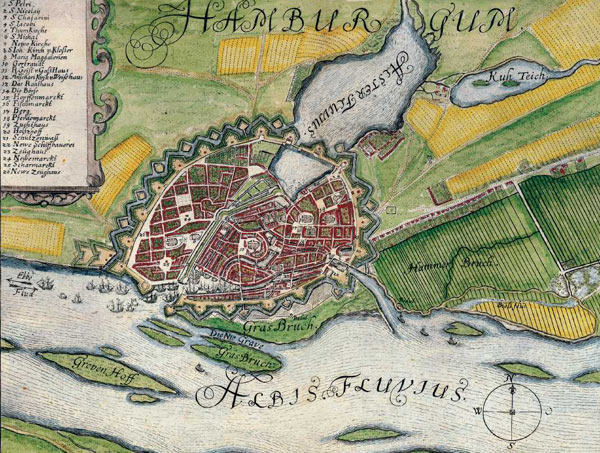
Hamburg um 1660, Bastion Ericus in Insellage im Südosten

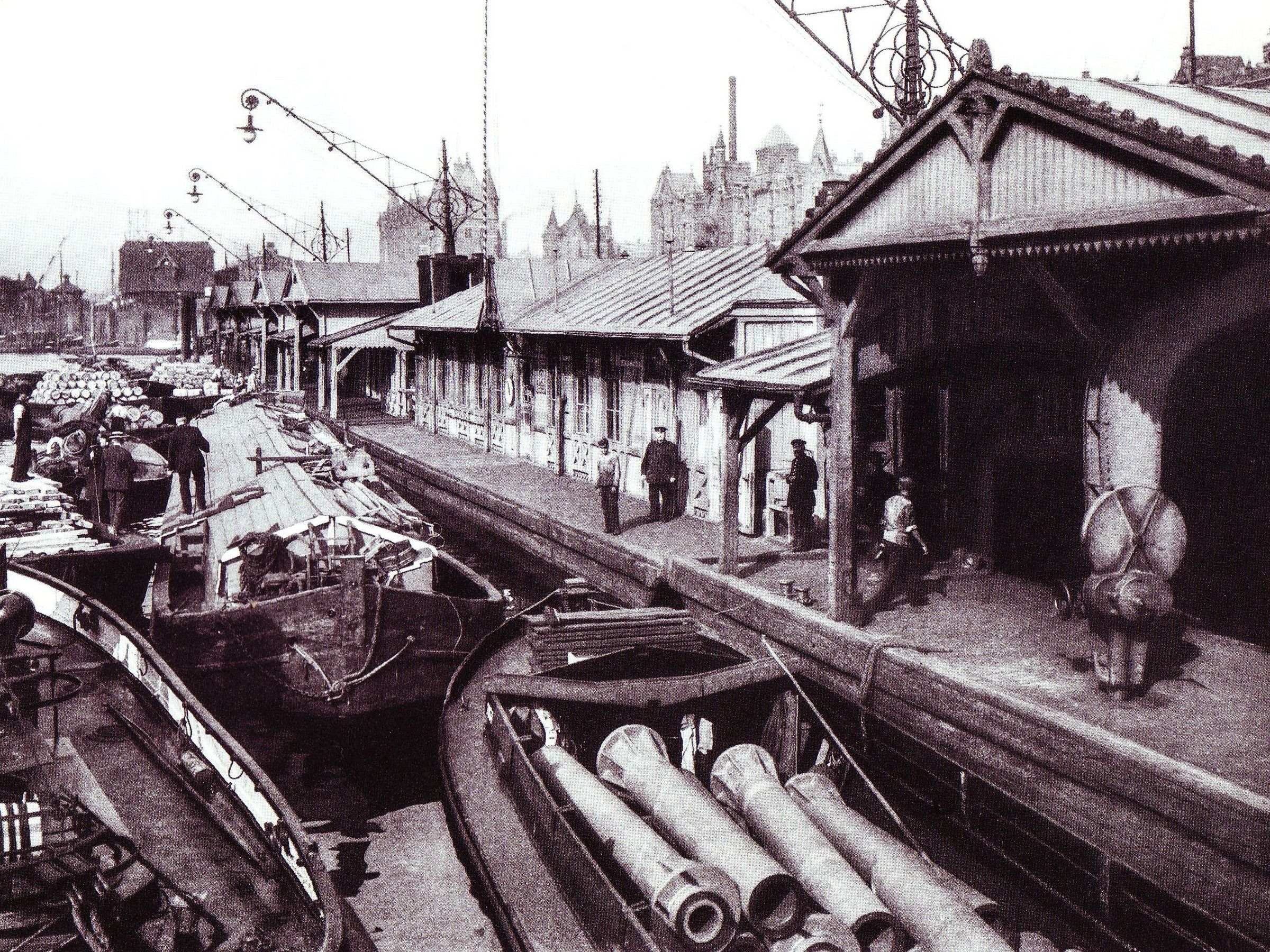
Brooktorhafen um 1900

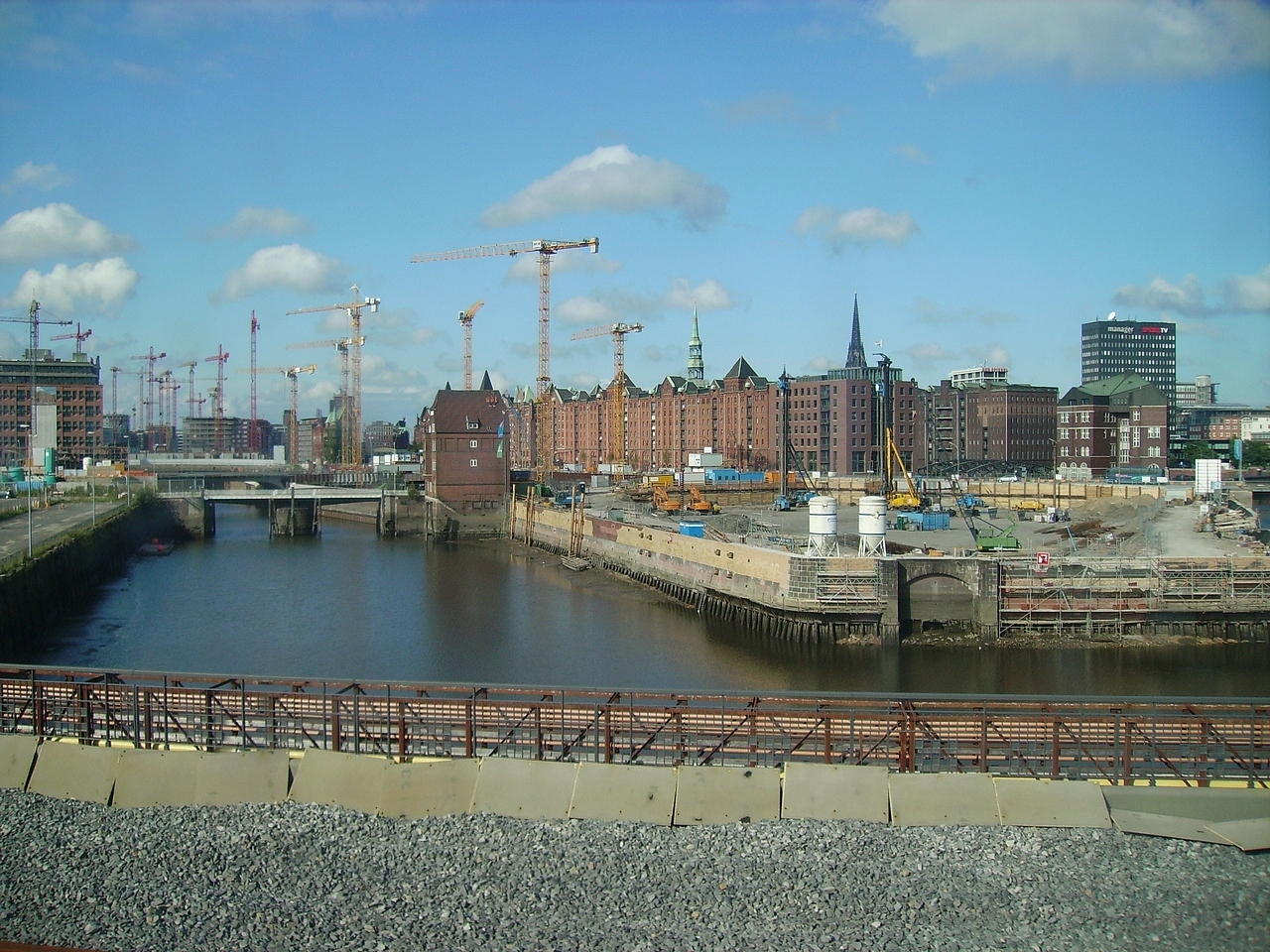
Ericusgraben mit Ericusbrücke, vor der Bebauung der Ericusspitze, 2008

Die Ericusspitze wurde mit dem Bau der Hamburger Wallanlagen zwischen 1616 und 1625 geschaffen, die hier gelegene gleichnamige Bastion war eine der 22 Verteidigungsstellen der Stadtmauer. Nach Schleifung der Anlagen zu Beginn des 19. Jahrhunderts konnte mit einem 1839 neu angelegten Gewässerdurchstich zwischen Wallgraben und Magdeburger Hafen, der so genannten Sülze, ein verkürzter Fahrweg innerhalb des Hafens geschaffen werden. Die Ericusspitze wurde damit zu einer Insel. In der Entwicklung ab 1860 kam dem Ort weitere Bedeutung zu, als für den Gleisanschluss zwischen Deichtor und Theerhof eine neue Eisenbahnbrücke – die Große Wandrahmsbrücke – über den Oberhafen und eine neue Durchfahrt zur stark eingeengten Sülze gebaut wurde. 1872 folgte der Anschluss an das südlich der Elbe bestehende Eisenbahnnetz und damit der Bau einer kombinierten Straßen- und Eisenbahnbrücke als Drehpunkt über den damaligen Neuen Nord Canal, den heutigen Ericusgraben. Diese Brücke besteht noch heute als Ericusbrücke.

### Bau der Speicherstadt
Mit dem Bau der Speicherstadt ab 1881 und nach dem Zollanschluss 1888 erfolgte eine Ufereinfassung mit Kaimauern für die notwendige Gewässervertiefung. Die Sülzedurchfahrt wurde geschlossen und durch einen neuen Straßenzug in Nord-Süd-Richtung, die Poggenmühle, überbaut. Die Poggenmühlenbrücke und die neue Theerhofbrücke entstanden, die Streckenführung der Eisenbahnlinie wurde verändert und die Gross Ericusbrücke zurückgebaut. 1907 erfolgte die Erhöhung der Kaimauern auf das Niveau der neuen Brückenanlagen.
Die Anlage eines äußeren Straßenzugs in den Jahren 1908 bis 1909 sollten einer Erweiterung der Speicherstadt dienen, die neuen Speicher Y, Z1 und Z2 sollten den östlichen Abschluss bilden. Diese Vorhaben wurden jedoch nicht realisiert und mit dem Rückgang des Hafenumschlags gegen Ende der 1930er Jahre endgültig aufgegeben.
Die Ericusspitze war einer der wenigen Teile des Hamburger Hafens, der nicht von Kriegszerstörungen betroffen war. Er konnte nach dem Krieg mehrere Jahre von den britischen Alliierten genutzt werden. Im südlichen Teil entstand ein Kohle-, Heizöl- und Düngemittellager, das bis in die 1970er Jahre in Betrieb war. Der Neubau der Oberbaumbrücke im Jahr 1960, auf Höhe der ehemaligen Gross Ericusbrücke, machte die Theerhofbrücke entbehrlich, so dass diese zurückgebaut wurde.
Im Jahr 2000 wurde das Gebiet der Ericusspitze durch Beschluss des Senats in den Masterplan der HafenCity aufgenommen. Bis zur Aufhebung der Zollgrenze im Jahr 2003 wurde das Gelände jedoch noch von der Zollbehörde genutzt.

### HafenCity

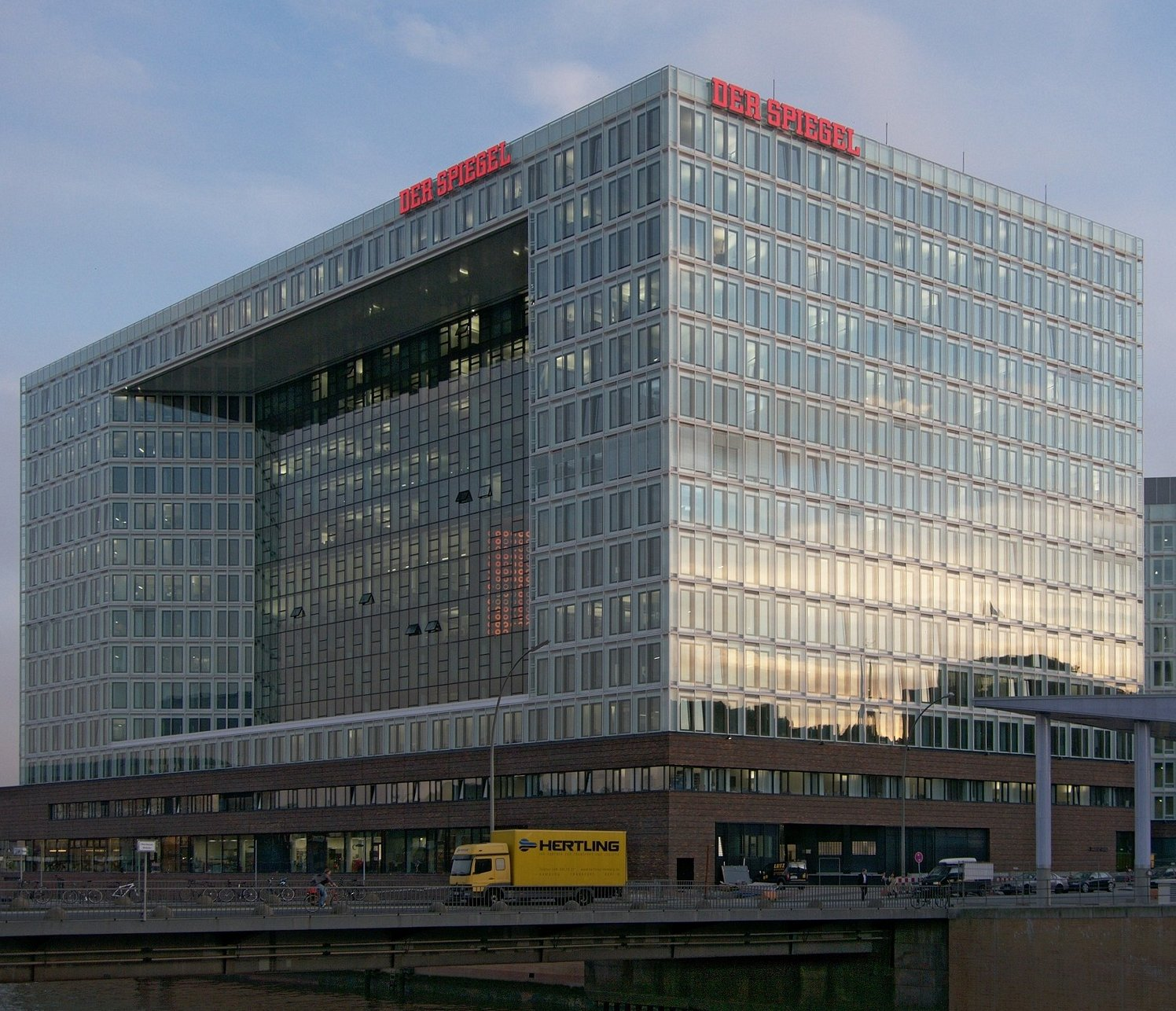
Spiegel-Gebäude auf der Ericusspitze

Anfang 2005 wurden die vier Baufelder am Brooktorkai dem Germanischen Lloyd, der gleichzeitig einer der Hauptnutzer des Quartiers ist, und der Hamburger Quantum Immobilien AG als Immobilienentwicklerin zur Beplanung anhand gegeben. Im Sommer desselben Jahres lobte Quantum einen städtebaulichen Wettbewerb für die Bauflächen aus, bei dem der Entwurf des Hamburger Büros gmp prämiert wurde. Die Ausgestaltung der einzelnen architektonischen Entwürfe erfolgte im Anschluss. Der Entwurf des östlichen Baufelds stammt vom Mailänder Büro Antonio Citterio and Partners, die Gebäude auf dem mittleren Baufeld vom Hamburger Büro Jan Störmer Architekten. Der neue Hauptsitz des Germanischen Lloyds auf den zwei westlichen Baufeldern wurde von gmp entworfen.
Als Baubeginn war zunächst Sommer 2006 vorgesehen, sodass die neuen Gebäude 2007 hätten bezogen werden können. Nach mehrfachen Verzögerungen, unter anderem wegen einer Überflutung der Baugrube, wurde das Ensemble Anfang 2010 fertiggestellt.
2006 gab die Spiegel-Gruppe bekannt, ihre Hamburger Redaktionen in einem neuen Gebäude auf der Ericusspitze zusammenzufassen. 2007 wurde der Entwurf des Kopenhagener Büros Henning Larsen Architects für den Neubau des Spiegel-Gebäudes und des benachbarten Ericus-Contors bei einem international ausgeschriebenen Wettbewerb prämiert. Die Grundsteinlegung für die Gebäude erfolgte im Mai 2008, im Jahr 2011 wurde das Gebäude bezogen.

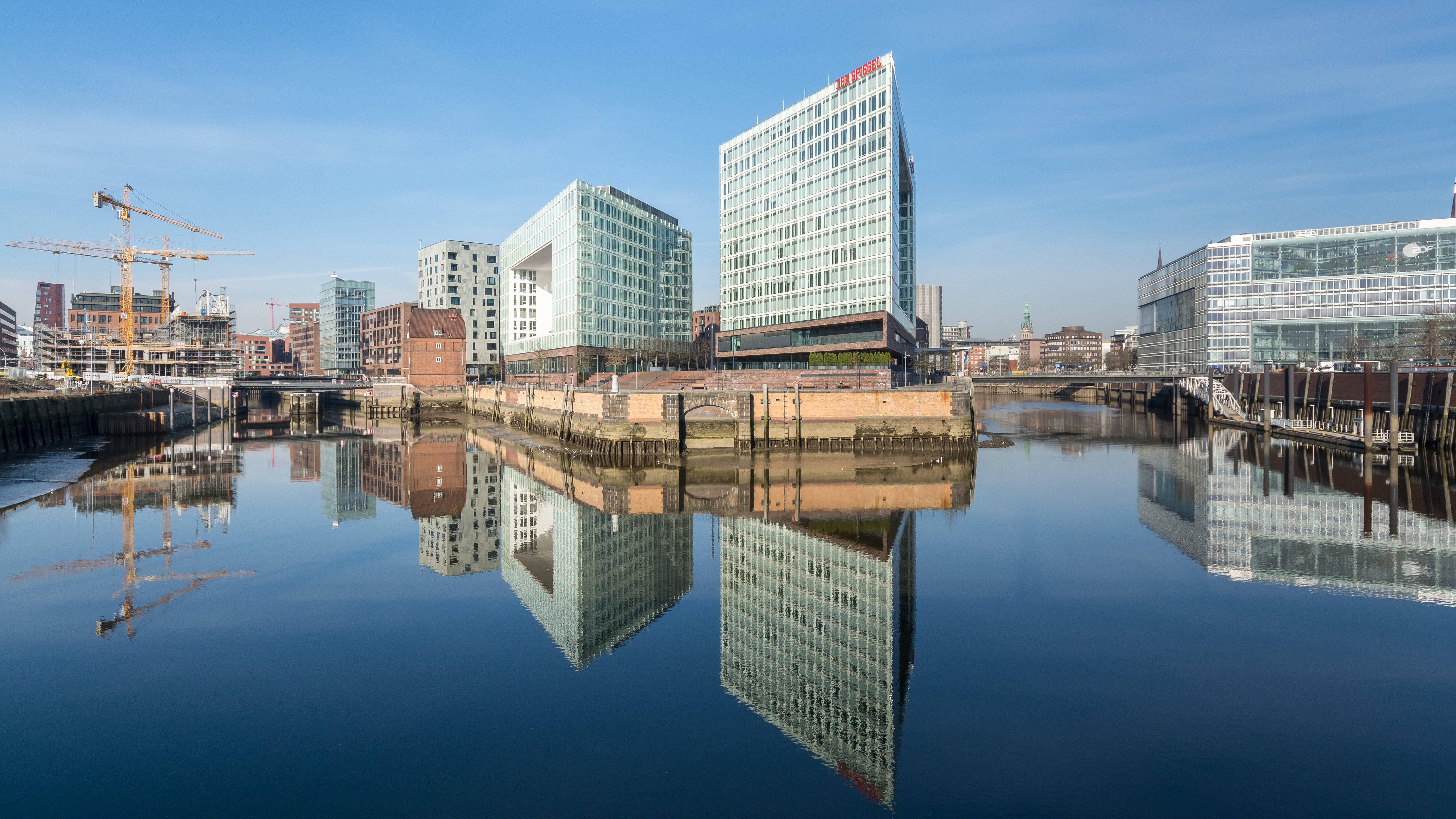
Ericushöft mit Spiegel-Gebäude und Ericus-Contor im Jahr 2015